# Valentina Zjulina
Valentina Aleksandrova Zjulina (ryska: Валентина Александровна Жулина), född den 15 juni 1953 i Mumra i Astrachan oblast i Sovjetunionen (nu Ryssland), är en tidigare sovjetisk roddare.
Hon tog OS-silver i åtta med styrman i samband med de olympiska roddtävlingarna 1980 i Moskva.